# Samogohiri (département)
Cet article concerne le département et la commune rurale. Pour le village chef-lieu, voir Samogohiri.

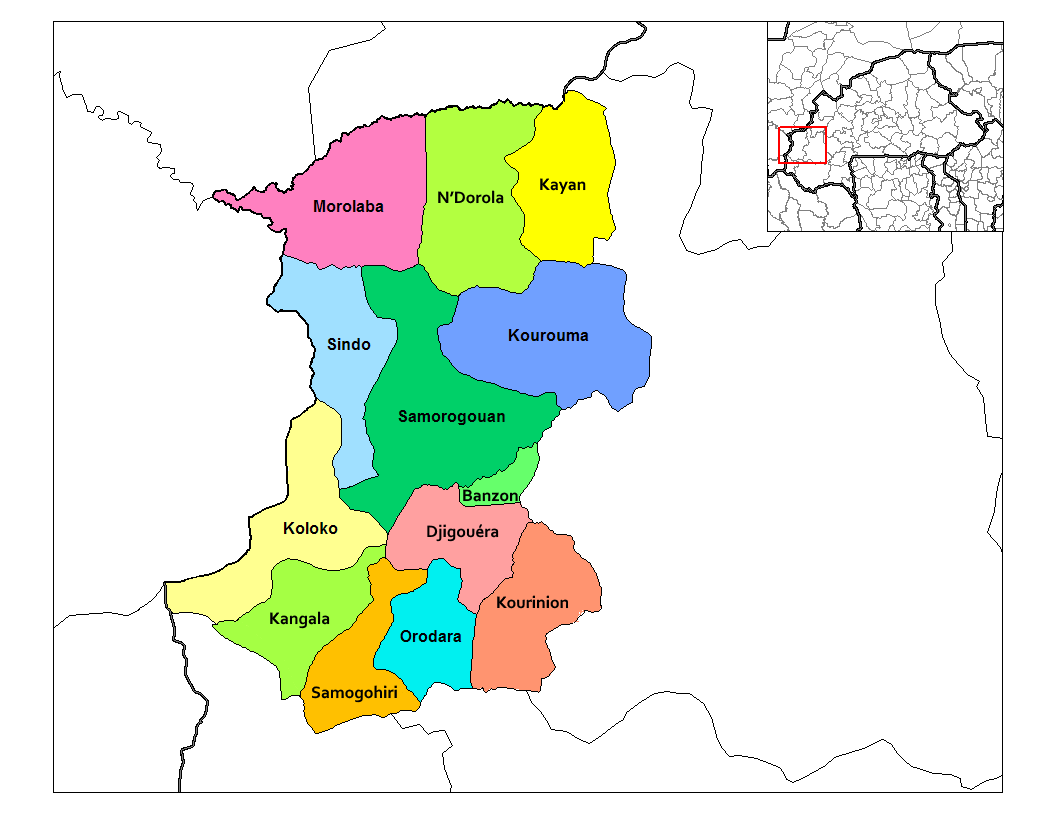
Localisation de la province de Kénédougou

Samogohiri est un département du Burkina Faso située dans la province du Kénédougou et dans la région des Hauts-Bassins.
En 2006, le dernier recensement comptabilise 6 264 habitants.

## Villages
Le département et la commune rurale de Samogohiri est administrativement composé de cinq villages, dont le village chef-lieu homonyme :
et de quatre villages officiels :
- Diolé
- Lougoua
- Samogohiri, chef-lieu
- Saraba
- Todjé